# Aphytis notialis
Aphytis notialis är en stekelart som beskrevs av De Santis 1965. Aphytis notialis ingår i släktet Aphytis och familjen växtlussteklar. Inga underarter finns listade i Catalogue of Life.